# Takako Shimazu
Takako Shimazu (em japonês: 島津 貴子; nascida Takako, Princesa Suga; Tóquio, 2 de março de 1939) é um ex-membro da Casa Imperial do Japão. Ela é a quinta filha e a última do imperador Shōwa e da imperatriz Kōjun, e a irmã mais nova do imperador Emérito do Japão, Akihito. Ela se casou com Hisanaga Shimazu em 3 de março de 1960. Como resultado, ela desistiu de seu título imperial e deixou a Família Imperial Japonesa, conforme exigido por lei.

## Biografia
Nascida no Palácio Imperial de Tóquio, Takako era chamada na infância de Suga no miyo (清宮貴子内親王, Suga no miya Takako Naishinnō), ou "Princesa Suga". Assim como suas irmãs, ela não foi criada por seus pais biológicos, mas por uma série de cortesãs em um palácio separado construído para as filhas do imperador, no distrito de Marunouchi, em Tóquio.
Ela foi educada na Escola de Nobres de Gakushuin e, juntamente com os irmãos, aprendeu inglês com a professora americana Elizabeth Gray Vining, durante a Ocupação do Japão pelos americanos, logo após o fim da Segunda Guerra Mundial. A princesa graduou-se pela Faculdade de Mulheres da Universidade Gakushuin, com um diploma em literatura inglesa, em março de 1957.
Em 3 de março de 1960, Takako desposou Hisanaga Shimazu (nascido em 1934), filho de Hisanori Shimazu, um conde dentro do extinto pariato japonês, e na época analista do Banco Japonês de Cooperação Internacional. Descrito pela imprensa ocidental da época como um "funcionário de banco plebeu", Hisanaga Shimazu era, na verdade, descendente direto do último daimiô de Satsuma — e por isso primo materno da Imperatriz Kōjun. O casal se conheceu em Gakushuin, através do interesse de ambos pela música de Perez Prado.
Com o casamento, Takako perdeu o status como integrante da família imperial japonesa, tornando-se uma plebeia e adotando o sobrenome do marido, de acordo com os termos da Lei da Casa Imperial de 1947.
Em 1963, três anos após seu casamento, Takako Shimazu escapou por pouco de uma tentativa de sequestro. Devido à extensa cobertura da mídia, o endereço da residência do casal Shimazu se tornou de conhecimento público, assim como o seu dotede 500 mil dólares. Um integrante do grupo criminoso acionou a polícia antes que o sequestro pudesse acontecer.
Os Shimazus tiveram um filho, Yoshihisa Shimazu, nascido em 1962.
Hisanaga Shimazu construiu uma cerreira de trinta anos dentro do Banco Japonês de Cooperação Internacional, tendo trabalhado em Washington, nos Estados Unidos, e em Sydney, na Austrália, sempre acompanhado de sua esposa. Quando se aposentou do banco em 1987, ele se tornou membro do conselho de diretores da Sony. Serviu como diretor executivo da Fundação Sony para Ciência e Educação de 1994 a 2001. É diretor de pesquisa do Instituto Yamashina de Ornitologia.
A ex-princesa já realizou inúmeras aparições na televisão japonesa como comentadora de eventos mundiais. É também integrante do conselho de diretores da rede Prince Hotels.

## Títulos e estilos
- 2 de março de 1939 - 3 de março de 1960 : Sua Alteza Imperial a princesa Suga
- 3 de março de 1960 - presente : Sra. Hisanaga Shimazu